# Johan Buursink
Johan Buursink (Enschede, 30 juni 1908 - Glanerbrug, 3 december 1993) was een journalist en publicist, in woord en daad behorend tot de belangrijkste beijveraars van het Twents regionalisme.

## Biografie
Johan is de zoon van spinster Alberta Johanna Aldenkamp en Jannes Buursink, een boerenzoon uit Usselo en wever bij de Groote Stoom. Zijn vader overlijdt kort na zijn geboorte aan tbc. Johan is de jongste van zes kinderen die door moeder orthodox worden opgevoed. In de familie Aldenkamp zijn fanatieke socialisten. Johan krijgt van beide richtingen veel mee. De eerste tien jaar van zijn werkzame leven had Johan Buursink een kantoorbaan. Zijn ambitie was echter journalist en schrijver te worden. In de oorlog belandde hij bij het illegale blad De Waarheid. Na de oorlog werd hij freelance journalist/publicist. In 1948 keerde hij terug naar Twente, waar hij vanaf dat moment zich ontwikkelde als pleitbezorger van de Twentse zaak. Om in zijn onderhoud te voorzien schreef hij artikelen over mode en textiel in allerlei vakbladen. Zijn grote passie was echter de geschiedenis en volkscultuur van Twente maar vooral ook de taal zoals die in en rond Enschede gesproken werd.
In de regionalistische beweging van de jaren vijftig speelde Johan Buursink een belangrijke rol naast regionalisten als burgemeester Kolenbrander van Tubbergen, Meester G.B. Vloedbeld, J.W.M. Gigengack, Adriaan Buter, Hendrik Entjes, G.J.M. Bartelink en Jan Jans.
Aan vrijwel elke literaire discipline heeft hij bijdragen geleverd. Hij schreef essays, novellen, feuilletons, lange en korte verhalen, verhalen in dialect, schetsjes, een jeugdboek en toneel.
De altijd keurig in het pak gestoken Buursink werd ondanks zijn uiterlijke verschijning in een necrologie 'de spreekbuis van het gewone volk' genoemd. Dat hij dit was kwam het duidelijkst naar voren in zijn rubriek in de Twentsche Courant 'Regiobrievenbus' waarin hij tussen 1970 en 1980 verslag deed van zijn uitgebreide briefwisselingen met de 'gewone' lezers en lezeressen over onder meer de betekenis en de spelling van de Twentse woorden.

## Gelukkig in Glanerbrug
Na een verblijf van 45 jaar in de Javastraat verhuizen Johan en Tine in 1980 naar Glanerbrug naar een aanleunbungalow
bij het Dr. Ariënshuis in het Redemptoristenpark. Daar brengen zij nog een aantal gelukkige jaren door. Johan wordt steeds milder en ruimdenkender. Er ontstaat een betrokkenheid met de Roomse omgeving, zodat Johan zelfs oppert dat hij wel zo'n uitvaart met die rijke rituelen zou willen. En zo geschiedt het dat pater Zeno voorgaat zowel bij de uitvaart van Tine als van Johan. 

## Bron
- 't Inschrien, Kwartaalblad van de Vereniging Oudheidkamer Twente, Geert Bekkering en Jan Hinke, 2022/4, blz. 9-14